# Любашевский, Эфраим Соломонович
Эфраим Соломонович Любашевский (3 декабря 1897 ― ?) ― советский государственный деятель, прокурор. Прокурор Красноярского края в 1937―1938 годах. Директор Свердловского юридического института в 1942―1943 годах.

## Биография
Родился в 1897 году в Ярославле. Брат актёра Леонида Соломоновича Любашевского.
Образование высшее. В 1920 году вступил в ряды РКП (б). В апреле ― июле 1921 года ― начальник ярославского губернского управления милиции. С июня 1927 года по 1930 год ― прокурор Челябинского округа. До декабря 1934 года ― прокурор Обско-Иртышской области. С декабря 1934 года по январь 1935 года ― исполняющий обязанности прокурора Омской области. С января 1935 года по май 1937 года ― заместитель прокурора Омской области. С мая 1937 года по сентябрь 1938 года ― прокурор Красноярского края.
Был государственным обвинителем на многих политических судебных процессах в Красноярском крае.
11 сентября 1938 года был арестован. 25 июня 1939 года осуждён к десяти годам лишения свободы «за сохранение контрреволюционных кадров, проведение вредительской работы по линии прокуратуры и суда, которая была направлена на развал аппарата путем умышленного засорения антисоветскими элементами». Вместе с ним были обвинены и арестованы 8 человек, в том числе прокурор города Красноярска, несколько прокуроров и судей. В 1942 году все они были реабилитированы и оправданы. Отбывал срок в лагере в 12 км от посёлка Шира, Хакасия.
Директор Свердловского юридического института в 1942―1943 годах.
Позднее работал адвокатом в Красноярске (председатель Красноярской краевой коллегии адвокатов с 1950 года), был штатным лектором общества «Знание».